# Ravine Touloute
Die Ravine Touloute (auch: Ravine Toulouis) ist ein kurzer Zufluss des Pagua River im Osten von Dominica im Parish Saint David.

## Geographie
Die Ravine Touloute entspringt im Gebiet von Concord auf ca. 180 m über dem Meer und fließt nach Westen. Sie mündet bereits nach ca. 600 m im Gebiet von Concord von rechts und Osten in den Pagua River.